# Carl Friedrich Gottlob Foertsch
Carl Friedrich Gottlob Foertsch (* 17. Oktober 1805 in Golssen in der Niederlausitz; † 16. Januar 1878 in Jena) war ein deutscher Klassischer Philologe und Gymnasiallehrer.

## Leben

### Familie
Carl Friedrich Gottlob Foertsch war der Sohn des Predigers Johann Christian Carl Foertsch (* 29. Juli 1771 in Niemsdorf bei Buttstädt; † 17. Oktober 1842 in Naumburg) und dessen Ehefrau Christiane Friederike (* 4. April 1776 in Golssen), die Tochter des Zolleinnehmers Johann Gottfried Dolz (1738–1799); er hatte noch fünf Geschwister.
Der Bruder seiner Mutter war der Pädagoge Johann Christian Dolz.

### Werdegang
Carl Friedrich Gottlob Foertsch besuchte von Ostern 1818 bis Ostern 1823 das Gymnasium (siehe Bohnstedt-Gymnasium Luckau) in Luckau und immatrikulierte sich zu einem Philologie-Studium an der Universität Leipzig und studierte unter der Leitung von Gottfried Hermann bis Ostern 1827. Im April 1827 promovierte er mit seiner Dissertation De locis nonnullis Lysiae et Demosthenis an der Universität Halle zum Dr. phil.
Nach Beendigung des Studiums war er als Lehrer am Pädagogium der Franckeschen Stiftungen in Halle tätig, bis er im September 1831 an die lateinische Hauptschule der Francke’schen Stiftungen (siehe Latina (Schule)) wechselte. Neben diesen Tätigkeiten dozierte er seit Mai 1929 als Privatdozent an der Universität Halle über Ciceros Schriften de natura deorum und de divinatione sowie über lateinischen Stil; er erteilte auch im Privatunterricht Übungen im lateinischen Schreiben und Sprechen.
Nachdem der Rektor des Naumburger Domgymnasiums, Gregor Gottlieb Wernsdorf (1776–1834), verstorben war, wurde Carl Friedrich Gottlob Foertsch vom Domkapitel an dessen Stelle in das Amt berufen, das er am 5. Mai 1834 antrat.
Aus gesundheitlichen Gründen wurde er auf eigenen Antrag im September 1874 in den Ruhestand entlassen, worauf er nach Jena übersiedelte.

### Schriftstellerisches Wirken
Carl Friedrich Gottlob Foertsch beschäftigte sich schriftstellerisch mit Lysias und der lateinischen Grammatik; so verfasste er 1829 eine Ausgabe der Reden von Lysias.
Von ihm erschienen in Naumburg auch eine Reihe von Schulprogrammen.

## Ehrungen und Auszeichnungen
1846 erhielt Carl Friedrich Gottlob Foertsch den Roten Adlerorden IV. Klasse.

## Schriften (Auswahl)
- De locis nonnullis Lysiae et Demosthenis. Leipzig, 1827 (Digitalisat).
- Lysiæ Orationes et deperditarum Fragmenta. Leipzig, 1829 (Digitalisat).
- Observationes criticae in Lysiae orationes. 1829 (Digitalisat).
- Gerardi Ioannis Vossii Aristarchus sive de arte grammatica libri septem. 2, Liber quartus et quintus. Halle, 1834 (Digitalisat).